# 紀元前567年
紀元前567年（きげんぜん567ねん）は、西暦（ローマ暦）による年。紀元前1世紀の共和政ローマ末期以降の古代ローマにおいては、ローマ建国紀元187年として知られていた。紀年法として西暦（キリスト紀元）がヨーロッパで広く普及した中世時代初期以降、この年は紀元前567年と表記されるのが一般的となった。

## 他の紀年法
- 干支 : 甲午
- 日本
  - 皇紀94年
  - 綏靖天皇15年
- 中国
  - 周 - 霊王5年
  - 魯 - 襄公6年
  - 斉 - 霊公15年
  - 晋 - 悼公6年
  - 秦 - 景公10年
  - 楚 - 共王24年
  - 宋 - 平公9年
  - 衛 - 献公10年
  - 陳 - 哀公2年
  - 蔡 - 景侯25年
  - 曹 - 成公11年
  - 鄭 - 釐公4年
  - 燕 - 武公7年
  - 呉 - 寿夢19年
- 朝鮮
  - 檀紀1767年
- ユダヤ暦 : 3194年 - 3195年

## できごと

### 中国
- 宋の華弱が魯に亡命した。
- 莒が鄫を滅ぼした。
- 魯の叔孫豹が邾に赴き、季孫宿が晋に赴いた。
- 斉の晏弱が莱を包囲してこれを滅ぼした。莱の共公浮柔は棠に亡命した。

## 死去
- 杞の桓公